# Poblat ibèric de la Torre dels Encantats
|  | No s'ha de confondre amb Torre dels Encantats. |

El Poblat Ibèric de la Torre dels Encantats és un poblat ibèric situat al municipi d'Arenys de Mar, just al límit amb el de Caldes d'Estrac, declarat bé cultural d'interès local.
L'indret que ocupa és un turó anomenat Turó del Castellar i va ser habitat per la tribu ibera dels laietans.
La seva descoberta va tenir lloc el 1881 per l'historiador Joaquim Salarich i Verdaguer, qui al principi va creure que es tractava de les restes d'una ciutat romana, trobant en les seves excavacions cinc sitges prop de la Torre dels Encantats, una fortalesa datada del segle xiii.
Va ser des del 1930 quan a les següents excavacions realitzades sota la direcció de Josep Maria Pons i Guri, es van decantar per l'existència d'un poblat iber. Durant la guerra civil espanyola de 1936, part de les pedres que formaven el poblat van ser utilitzades per a la construcció de bateries costaneres.
A diferents campanyes arqueològiques des de 1950, efectuades a diversos sectors de la zona, es van trobar sitges, una de les quals amb tres metres de diàmetre, habitacions, una foneria de ferro, així com una gran quantitat de materials, que han permès datar el poblat del segle v aC a mitjan segle i aC. Les peces de terrissa es componen d'atuells fets a mà i al voltant de la tipologia de la cultura dels camps d'urnes. També s'han trobat més d'una quarantena de pondus o pesos de ceràmica de forma quadrangular per al seu ús en telers verticals i aconseguir la tensió dels fils del teixit, així com diverses fusaioles també d'argila.